# Willy Appelhans
Willy Appelhans, né le 16 février 1889 à Ostróda, arrondissement d'Osterode-en-Prusse-Orientale (de) en province de Prusse-Orientale, est un coureur cycliste allemand. Professionnel de 1911 à 1923, c'est un coureur polyvalent qui a participé à des courses de demi-fond, de six jours et de sprint, et plus tard un constructeur de vélos américain. 

## Palmarès sur piste

### Championnat d'Allemagne
- 2e Championnats d'Allemagne de demi-fond en 1920

### Autres
- Prix Franck Kramer sur 10 miles à Buffalo 1911[31]
- 2e Prix du Commerce et de l'Industrie à Vincennes[32]
- 3e Grand Prix de Boulogne 1913[15]
- 1e Course d'une heure à l'américaine derrière moto avec Linart à Buffalo 1914[33]
- 2e Course de 100 km à Berlin-Olympia 1914[34]
- 2e Roue d'Or de Berlin-Olympia 1920[35]
- 1e Course d'une heure à Berlin-Treptow[36]